# Women's Sunday
Women's Sunday va ser una marxa i míting d'activistes sufragistes celebrada a Londres el 21 de juny de 1908. Organitzada per la Unió Social i Política de Dones (WSPU) d'Emmeline Pankhurst, reclamava al govern liberal que donés suport al vot de les dones. Es considera la major manifestació realitzada fins llavors al país, en una època en què les dones gairebé no participaven gens en la vida pública.
Unes 500.000 dones i homes de tot el país van assistir a la convocatòria i 30.000 dones van marxar a Hyde Park en set manifestacions amb el lema “Deeds, not Words” (Fets, no paraules) i amb 700 pancartes, inclosa una que deia: "No cavallerositat sinó justícia".
El vot per a les dones que es reclamava no s'aconseguiria, a la Gran Bretanya, fins al 1918, i encara durant els primers deu anys per a les dones més grans de 31 anys.

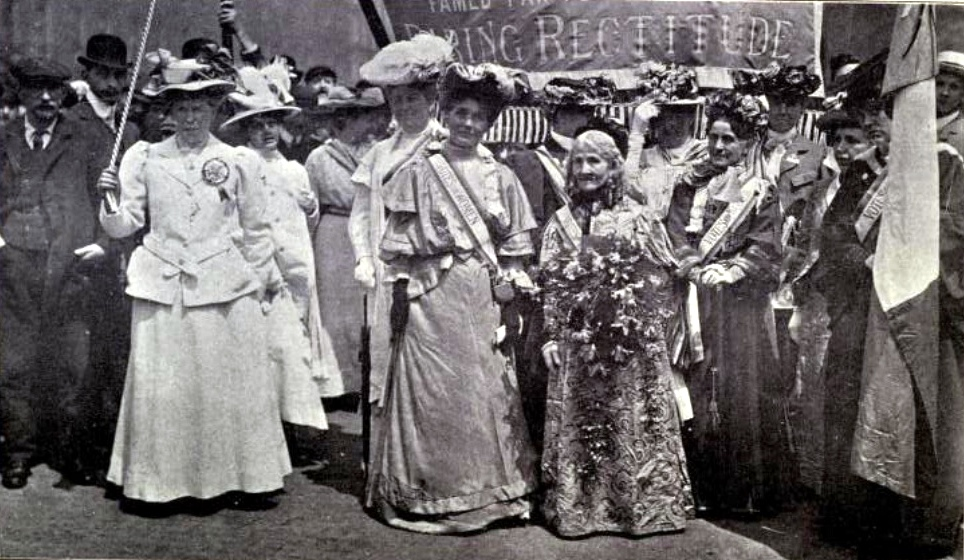
Capçalera de la manifestació: Emmeline Pankhurst i Elizabeth Wolstenholme Elmy, de la Women's Social and Political Union (WSPU)

## Les diverses desfilades
L'esdeveniment va ser organitzat per Emmeline Pethick-Lawrence, tresorera de la WSPU, i presentava els colors de la WSPU (porpra, blanc i verd) per primera vegada en públic. Se'ls va demanar a les dones que portessin vestits blancs i, abans de l'esdeveniment, les botigues van oferir exhibicions de roba per a les assistents. El Daily Chronicle va assenyalar: "Els vestits blancs destacaran en les finestres amb una gran quantitat d'accessoris en violeta i verd". En els dos dies previs a l'esdeveniment es van vendre més de 10.000 bufandes d'aquests colors. Els homes també van fer servir corbates amb aquests colors.

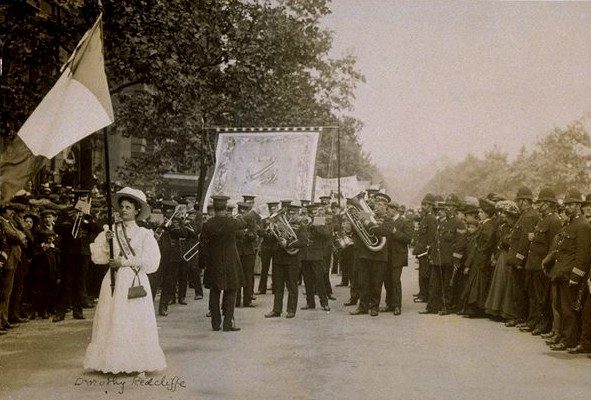
Dorothy Radcliffe sostenint una bandera lila, blanca i verda al capdavant d'una de les set bandes

Les delegades rebien a les assistents a les estacions quan anaven arribant a Londres en trens especials procedents de setanta localitats de tot el país. Al voltant de 30.000 dones van marxar a Hyde Park en set desfilades, cadascuna de les quals anava encapçalada per un mariscal en cap, que, al seu torn, anava al davant de mariscals de grup, capitans i mariscals de bandera. Emmeline Pankhurst, vestida de lila i acompanyada per Elizabeth Wolstenholme-Elmy, guiava una de les desfilades des d'Euston Road. A Paddington, Annie Kenney encapçalava les dones de Gal·les, Midlands i l'oest d'Anglaterra. Christabel Pankhurst i Emmeline Pethick-Lawrence n'encapçalaven una altra des de Victoria Embankment. A més, 5.000 manifestants van marxar des de Kensington, juntament amb cinc bandes de música. Entorn del parc s'hi havien instal·lat fins a vint tribunes perquè la veu de les vuitanta oradores que hi havien de parlar pogués arribar a tothom.

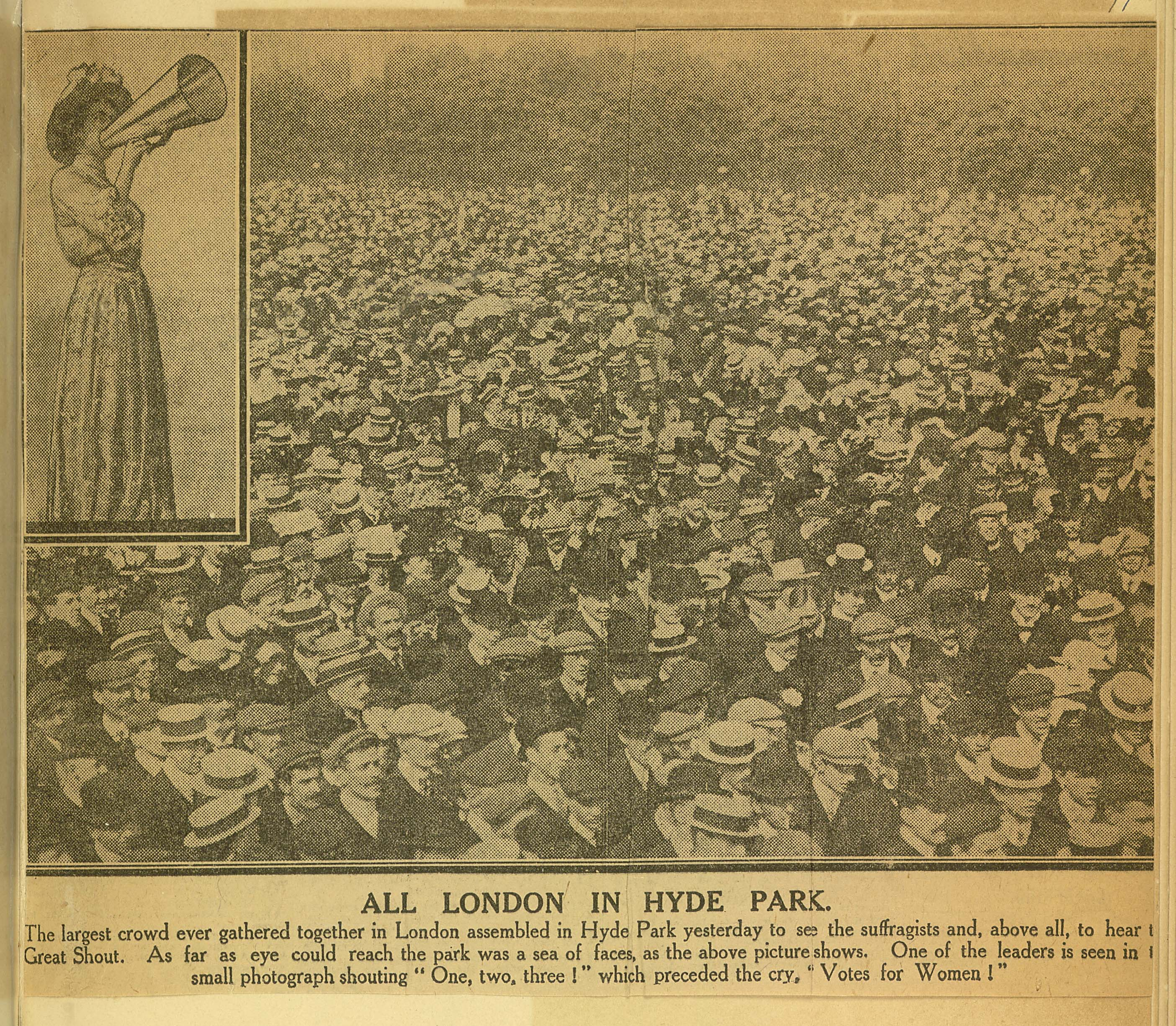
Els titulars dels diaris: Tot Londres a Hyde Park

Entre els assistents hi havia Sylvia Pankhurst, Maud Pember Reeves, Mary Gawthorpe, Ethel Snowden, Keir Hardie, Louie Cullen, Hanna Sheehy-Skeffington, George Bernard Shaw, HG Wells, Thomas Hardy i Israel Zangwill. Es va dir que 300.000 persones havien presenciat la desfilada de les sufragistes amb les seves banderes brodades. El Daily Chronicle va assenyalar: "Mai s'havia reunit una multitud tan gran a Londres per a presenciar una desfilada de forces polítiques". The Standard va afirmar: "Des del principi fins al final, va ser una gran reunió, concebuda amb audàcia, esplèndidament dirigida i duta a terme amb èxit. Hyde Park probablement mai ha vist una multitud de persones tan gran".